# Deuteroxorides orientalis
Deuteroxorides orientalis är en stekelart som först beskrevs av Tohru Uchida 1928.  Deuteroxorides orientalis ingår i släktet Deuteroxorides och familjen brokparasitsteklar. Inga underarter finns listade i Catalogue of Life.